# Dichadena galeata
Dichadena galeata är en plattmaskart. Dichadena galeata ingår i släktet Dichadena och familjen Hemiuridae. Inga underarter finns listade i Catalogue of Life.